# زوئر اوند زن
زَوئِر اوند زُن (به آلمانی: Sauer und Sohn) یا سَوئِر اند سان (تلفظ انگلیسی) یک شرکت آلمانی سازندهٔ سلاح گرم و ماشین‌آلات است و کهن‌ترین کارخانهٔ ساخت سلاح گرم آلمان است که هنوز فعالیت می‌کند. این شرکت در سال ۱۷۵۱ میلادی در شهر زول در امپراتوری مقدس روم (آلمان کنونی) تأسیس گشت. تولیدات این شرکت معمولاً با نام زَوئِر (به آلمانی: Sauer) یا سَوئِر شناخته می‌شوند.